# Hogna straeleni
Hogna straeleni là một loài nhện trong họ Lycosidae.
Loài này thuộc chi Hogna. Hogna straeleni được Carl Friedrich Roewer miêu tả năm 1959.